# Deutscher Togobund
Der Deutsche Togobund (auch Bund deutscher Togoländer) war eine politische Organisation unter den Ewe in den Gebieten der ehemaligen deutschen Kolonie Togo nach dem Ersten Weltkrieg, in der vornehmlich Mitglieder der jüngeren Ewe-Elite organisiert waren. Dabei handelte es sich zumeist um deutsch-gebildete Zivilbeamte der ehemaligen Kolonialverwaltung, die ihre Karrieren mit der Teilung Togos nach dem Ersten Weltkrieg unter anderem wegen ungenügender englischer und französischer Sprach- und Rechtskenntnisse gefährdet sahen. Sie kamen zumeist aus den ökonomisch am meisten entwickelten Regionen der ehemaligen Kolonie und stellten die am besten gebildeten Afrikaner im Siedlungsgebiet der Ewe dar.
Außerdem waren fast alle Ewe-Stämme mit der Errichtung der deutschen Kolonialherrschaft erstmals in ihrer Geschichte auch staatlich vereint gewesen, während man sich nun seit dem Ersten Weltkrieg wieder getrennt sah. (Togo war aus dem Krieg als geteiltes Land hervorgegangen, nachdem es in ein britisches und ein französisches Mandatsgebiet des Völkerbundes geteilt worden war.) Dies förderte vor allem unter Teilen der Ewe-Elite nationalistische Einheitsbestrebungen, wie sie sich u. a. auch im Deutschen Togobund manifestierten. Oberstes Ziel des Deutschen Togobundes war die politische Wiedervereinigung aller Ewe sowie die Wiederherstellung der deutschen Kolonialverwaltung in beiden Mandatsteilen. Diese Forderung war auch Gegenstand einer Petition, die man Anfang der 1930er, während des Höhepunktes der Weltwirtschaftskrise, an den Völkerbund richtete. Erfolg hatte man damit jedoch nicht, die Petition wurde seitens der damaligen Permanent Mandates Commission des Völkerbundes komplett ignoriert. Noch 1955 schickte der Bund auf Selbstkosten eine dreiköpfige Delegation nach Bonn, um Kontakte mit Westdeutschland zu knüpfen.